# 安東尼·M·楊
安東尼·M·楊（英語：Anthony (Tony) M. Young），是一名澳大利亚昆士兰大学的生物学家。他出版了许多关于真菌的书籍和关于澳大利亚蜡伞科的学术论文和研究。此外他对枝瑚菌属进行分析研究，并新发现了十五种真菌。

## 物种描述
- 黃柄蠟傘
- Hygrocybe lanecovensis

## 出版书籍
- Young AM. . CSIRO. 2005. ISBN 0-643-09195-5.
- Young AM. . University of New South Wales Press. 2004. ISBN 0-86840-742-9.
- Young Tony. . University of New South Wales Press. 1982. ISBN 0-86840-384-9.